# Auke de Vries

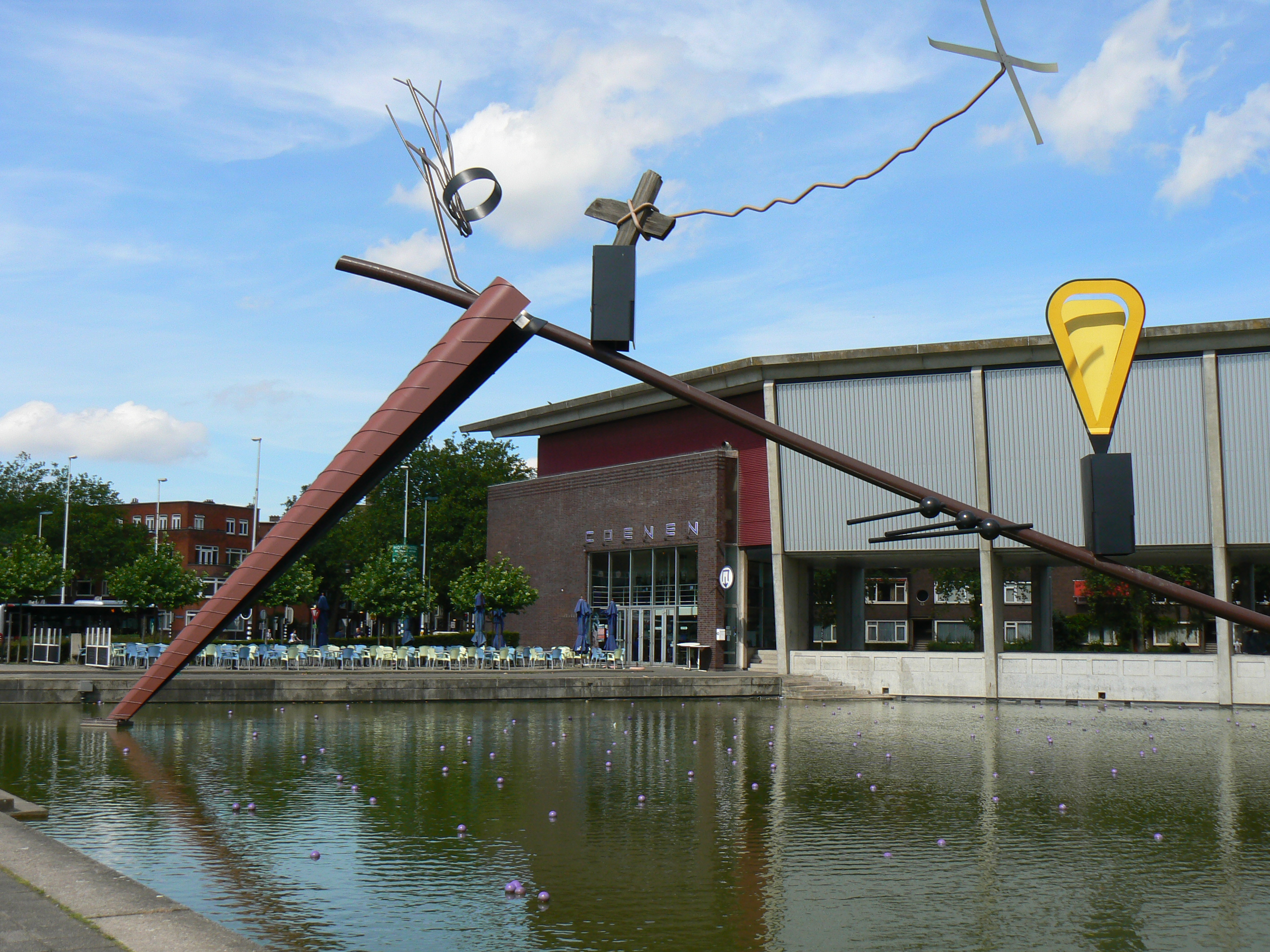
Skulptur für das NAi, 1994, Rotterdam (Foto: 2007)

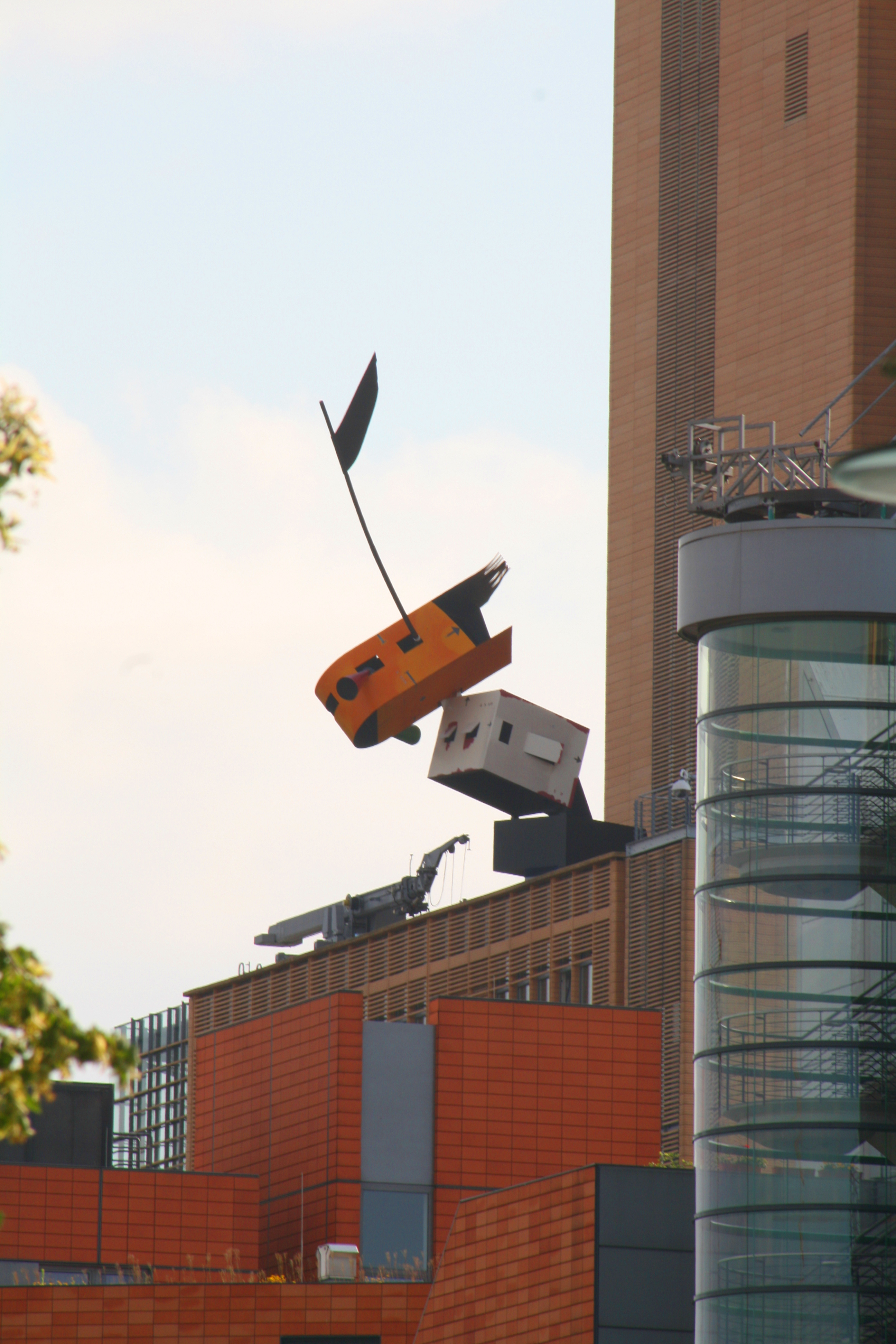
Gelandet, 2001, Debis-Haus Berlin (Foto: 2009)

Auke de Vries (* 27. Oktober 1937 in Burgum, Friesland) ist ein niederländischer Bildhauer und Grafiker.

## Leben und Werk
Auke de Vries begann seine Ausbildung an der Königlichen Akademie der Bildenden Künste in Den Haag. Zu Beginn war er als Maler und Grafiker tätig. Seit den 1970er Jahren fertigt er Metallskulpturen. Seine Skulpturen sind luftige, abstrakte Konstruktionen aus geometrischen Formen wie Linien, Kegel, Würfel, Zylinder und Flächen, die er zum Schweben zu bringen scheint. Er reagiert mit seinen Skulpturen für den öffentlichen Raum und mit seiner Kunst am Bau auf die Architektur, die er vorfindet.
Von 1972 bis 1986 lehrte er an der Königlichen Akademie der Bildenden Künste in Den Haag, von 1986 bis 1996 an der Reichsakademie der Bildenden Künste in Amsterdam.
1997 erhielt er den nach dem Maler Piet Ouborg benannten Ouborgprijs, 2005 den Kulturpreis der Stadt Den Haag.
De Vries lebt und arbeitet in Den Haag.

## Werke (Auswahl)
Auke de Vries’ Werke sind vor allem im öffentlichen Raum zu finden:
- 1970 Lelystad: Skulptur, Stadthaus (Stadskantoor)
- 1982 Rotterdam: Maasbeeld (Maas-Skulptur), 200 m lang
- 1983 Amsterdam: Hängende Skulptur, Meibergdreef
- 1984 Den Haag: ohne Titel, Außenministerium
- 1986 Den Haag: ohne Titel, Logistikzentrum der PTT
- 1992 Leeuwarden: ohne Titel, Rengerslaan
- 1992 Barcelona: ohne Titel
- 1992 Groningen: ohne Titel am Hoornsepad
- 1993 Ludwigsburg: Schlange über Kreuzung
- 1993 Amsterdam: ohne Titel, Kostverlorenvaart/Hugo de Grootgracht
- 1994 Rotterdam: Skulptur für das NAi am Nederlands Architectuurinstituut
- 1994 Den Haag: ohne Titel, Teil des Skulpturenwegs Sokkelplan
- 2000 Hannover: o. T., Geschenk der Niederlande zur Expo 2000
- 2001 Berlin: Landed bzw. Gelandet, Debis-Haus
- 2001 Magdeburg: Für Daphne, Brücke des Friedens
- 2002 Haarlemmermeer: Skulptur, Gelände der Gartenschau Floriade
- 2005 Wiesbaden: ohne Titel am Kranzplatz

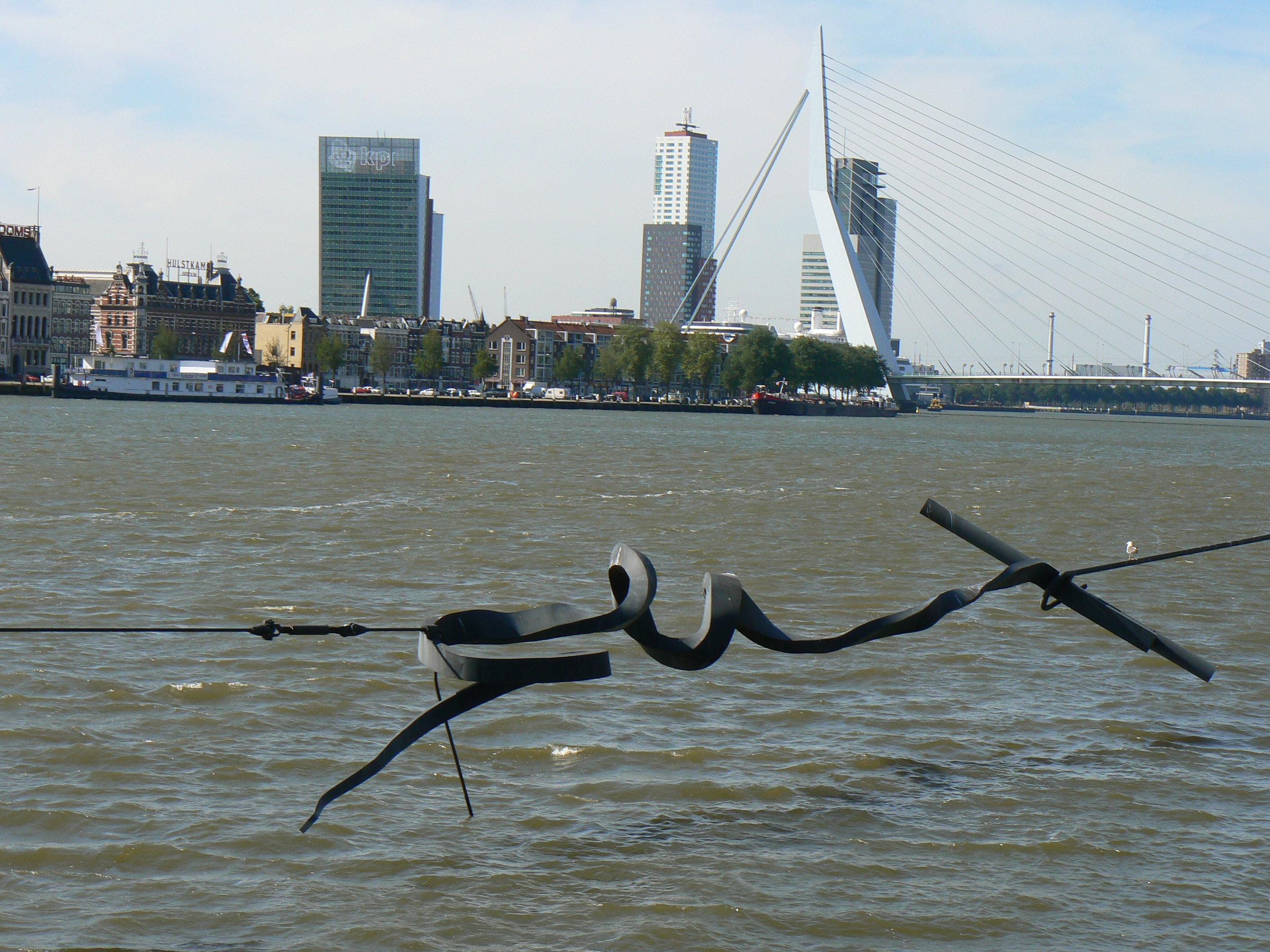
Maasbeeld (Detail), 1982, Rotterdam
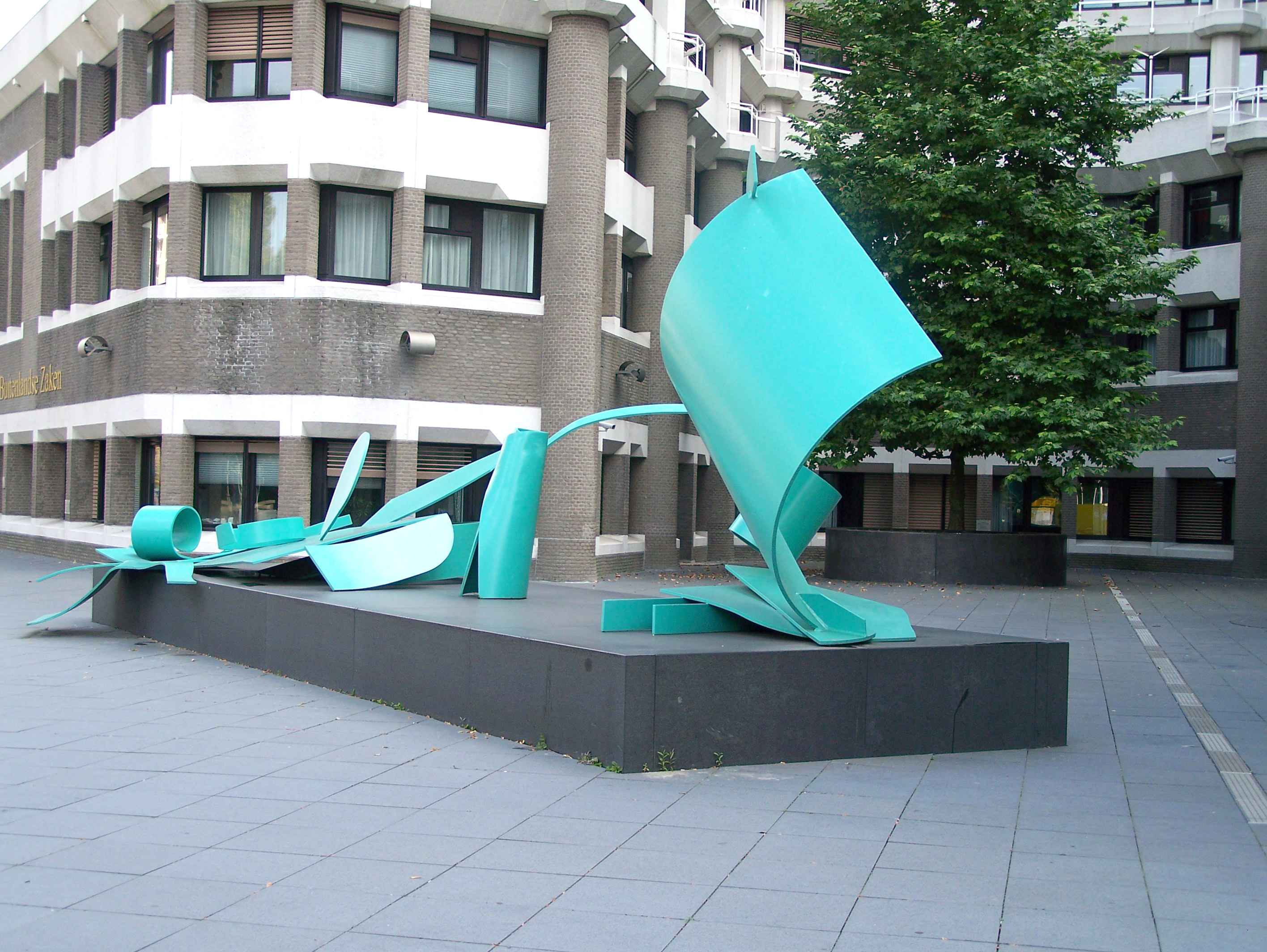
Ohne Titel, 1984, Den Haag
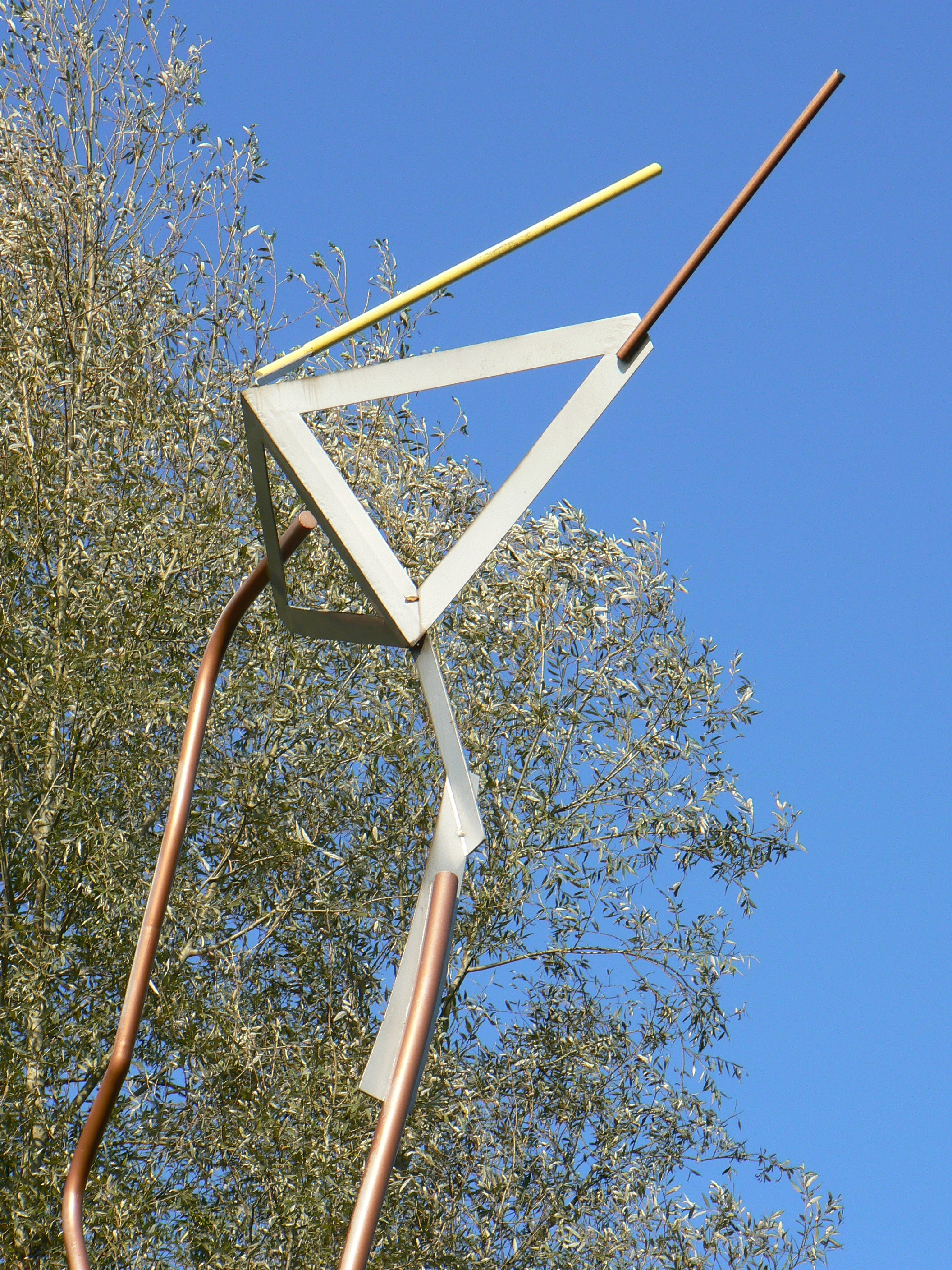
Ohne Titel, 1992, Groningen
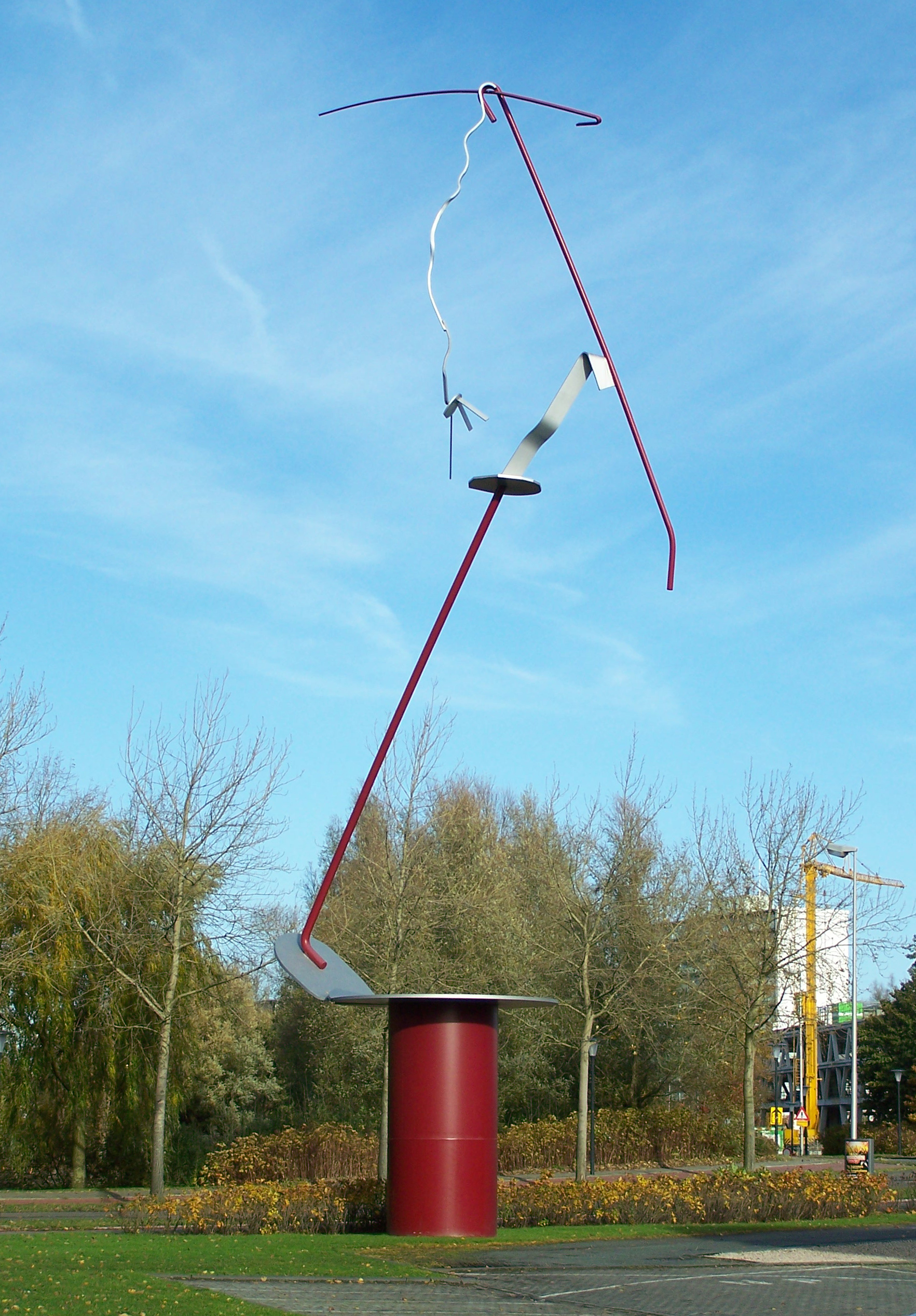
Ohne Titel, 1992, Leeuwarden
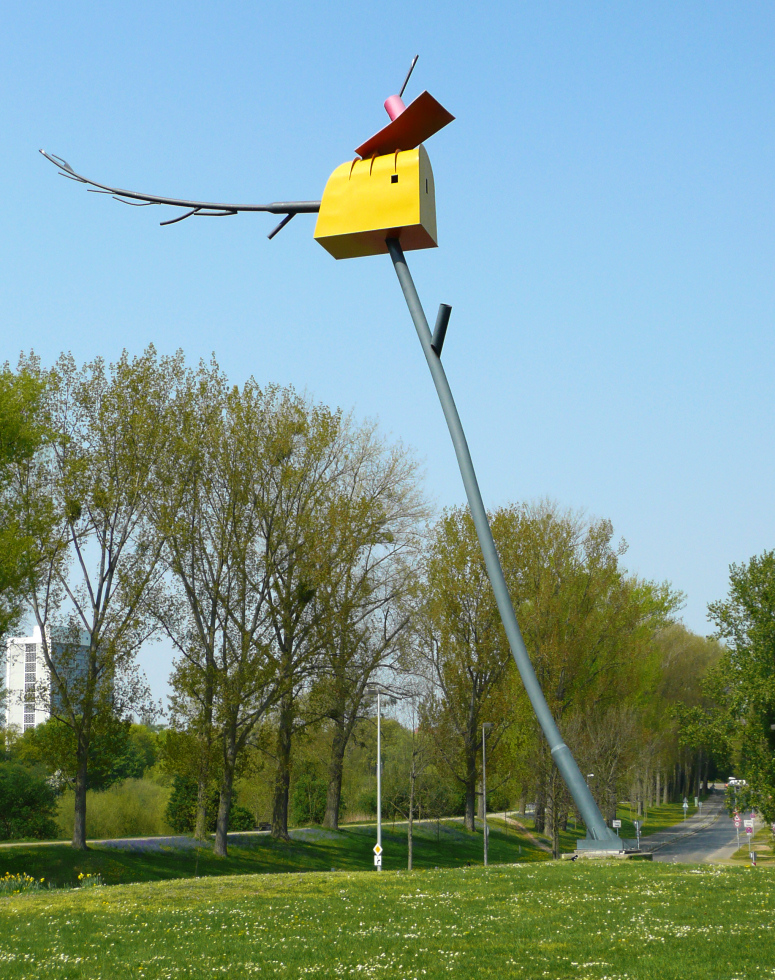
o. T., 2000, Hannover